# 李兴钢
李兴钢（1969年3月—），男，汉族，河北乐亭人。现任中国建科首席专家、中国建筑设计研究院有限公司总建筑师。2023年11月当选中国工程院院士。第十四届全国政协委员。